# Cô nàng xinh đẹp
Cô nàng xinh đẹp (tiếng Hàn: 그녀는 예뻤다; Romaja: Geunyeoneun Yeppeodda) là phim truyền hình Hàn Quốc 2015 với sự tham gia của Hwang Jung-eum, Park Seo-joon, Choi Si-won và Go Joon-hee. Phim được phát sóng trên MBC vào thứ tư và thứ năm lúc 22:00 bắt đầu từ 16 tháng 9 năm 2015.
Tại Việt Nam, bộ phim được lồng tiếng Việt và phát sóng trên kênh HTV3 từ ngày 3 đến ngày 29 tháng 9 năm 2016. Phim cũng được phát sóng trên các kênh ANTV và một số kênh truyền hình địa phương.

## Phân vai

### Nhân vật chính
- Hwang Jung-eum vai Kim Hye-jin
  - Jung Da-bin vai Kim Hye-jin nhỏ
- Park Seo-joon vai Ji Sung-joon
  - Yang Han-yeol vai Ji Sung-joon nhỏ
- Choi Siwon vai Kim Shin-hyuk
- Go Joon-hee vai Min Ha-ri
  - Lee Ja-in vai Min Ha-ri nhỏ

### Nhân vật phụ
- Hwang Seok-jeong vai Kim Ra-ra
- Shin Dong-mi vai Cha Joo-young
- Ahn Se-ha vai Kim Poong-ho
- Park Yu-hwan vai Kim Joon-woo[14]
- Kang Soo-jin vai Joo Ah-reum
- Shin Hye-seon vai Han Seol
- Kim Ha-gyoon vai Boo Jong-man
- Jo Chang-geun vai Gwang Hee
- Jin Hye-won vai Lee Seol-bi
- Cha Jung-won vai Seon Min
- Bae Min-jung vai Lee Gyeong
- Im Ji-hyun vai Eun Young
- Park Choong-seon vai Kim Jong-seob
- Lee Il-hwa vai Han Jung-hye
- Jung Da-bin vai Kim Hye-rin
- Lee Byung-joon vai Min Yong-gil
- Seo Jung-yeon vai Na Ji-seon
- Yoon Yoo-sun vai Cha Hye-jung

## Nhạc phim
| STT | Nhan đề                          | Nghệ sĩ                     | Thời lượng |
| --- | -------------------------------- | --------------------------- | ---------- |
| 1.  | "쿵쿵쿵" (Thumping)              | Kim Min-seung               | 3:25       |
| 2.  | "가끔" (Sometimes)               | Zia                         | 3:56       |
| 3.  | "한 걸음 더" (One More Step)     | Ki Hyun từ Monsta X         | 3:25       |
| 4.  | "모르나봐" (You Don't Know Me)   | Soyou từ Sistar, Brother Su | 3:20       |
| 5.  | "(They Long to Be) Close to You" | The Carpenters              | 3:41       |
| 6.  | "(Only you )"                    | Choi Siwon                  | 4:22       |

## Rating
| 1          | 16 tháng 9 năm 2015  | 4.9%   | 5.8%   | 4.8%   | 5.0%   |
| 2          | 17 tháng 9 năm 2015  | 7.1%   | 8.1%   | 7.2%   | 7.8%   |
| 3          | 23 tháng 9 năm 2015  | 8.0%   | 9.1%   | 8.5%   | 9.4%   |
| 4          | 24 tháng 9 năm 2015  | 7.8%   | 8.8%   | 9.9%   | 9.9%   |
| 5          | 30 tháng 9 năm 2015  | 9.0%   | 10.8%  | 10.7%  | 11.9%  |
| 6          | 1 tháng 10 năm 2015  | 8.4%   | 10.4%  | 10.2%  | 11.3%  |
| 7          | 7 tháng 10 năm 2015  | 11.8%  | 13.7%  | 13.1%  | 14.2%  |
| 8          | 8 tháng 10 năm 2015  | 13.2%  | 15.4%  | 14.5%  | 16.3%  |
| 9          | 15 tháng 10 năm 2015 | 16.2%  | 19.1%  | 16.7%  | 17.9%  |
| 10         | 21 tháng 10 năm 2015 | 15.3%  | 17.4%  | 17.3%  | 19.7%  |
| 11         | 22 tháng 10 năm 2015 | 17.2%  | 19.7%  | 17.7%  | 19.2%  |
| 12         | 28 tháng 10 năm 2015 | 15.5%  | 17.8%  | 16.5%  | 17.9%  |
| 13         | 29 tháng 10 năm 2015 | 15.0%  | 17.5%  | 18.0%  | 19.8%  |
| 14         | 4 tháng 11 năm 2015  | 15.3%  | 17.4%  | 15.9%  | 17.8%  |
| 15         | 5 tháng 11 năm 2015  | 15.0%  | 17.8%  | 16.9%  | 18.7%  |
| 16         | 11 tháng 11 năm 2015 | 15.0%  | 17.7%  | 15.9%  | 17.7%  |
| Trung bình | Trung bình           | 12.17% | 14.16% | 13.36% | 14.66% |

## Phiên bản khác
- Mối tình đầu của tôi của Việt Nam
- Lý Huệ Trân xinh đẹp của Trung Quốc
- Vẫn mãi là em của Thái Lan
- Kanojo wa kirei datta của Nhật Bản